# Portret Stanisława Augusta z maską
Portret Stanisława Augusta z maską – obraz olejny (portret) namalowany przez włoskiego malarza Jana Chrzciciela Lampiego w latach 1788–1789.
Obraz przedstawia króla Polski Stanisława II Augusta z trikornem na głowie, ubranego w karnawałowy strój wenecki wywodzący się z włoskiej commedii dell’arte, ze wstęgą Orderu Orła Białego i białą maską w prawej dłoni.
Obraz znajduje się w zbiorach Muzeum Narodowego w Warszawie.